# حارة القاع الشرقي (ذمار)
حارة القاع الشرقي هي إحدى حارات مدينة ذمار التابعة لمحافظة ذمار، بلغ تعداد سكانها 556 نسمة حسب تعداد اليمن لعام 2004.